# Jardín Etnobotánico de Oaxaca

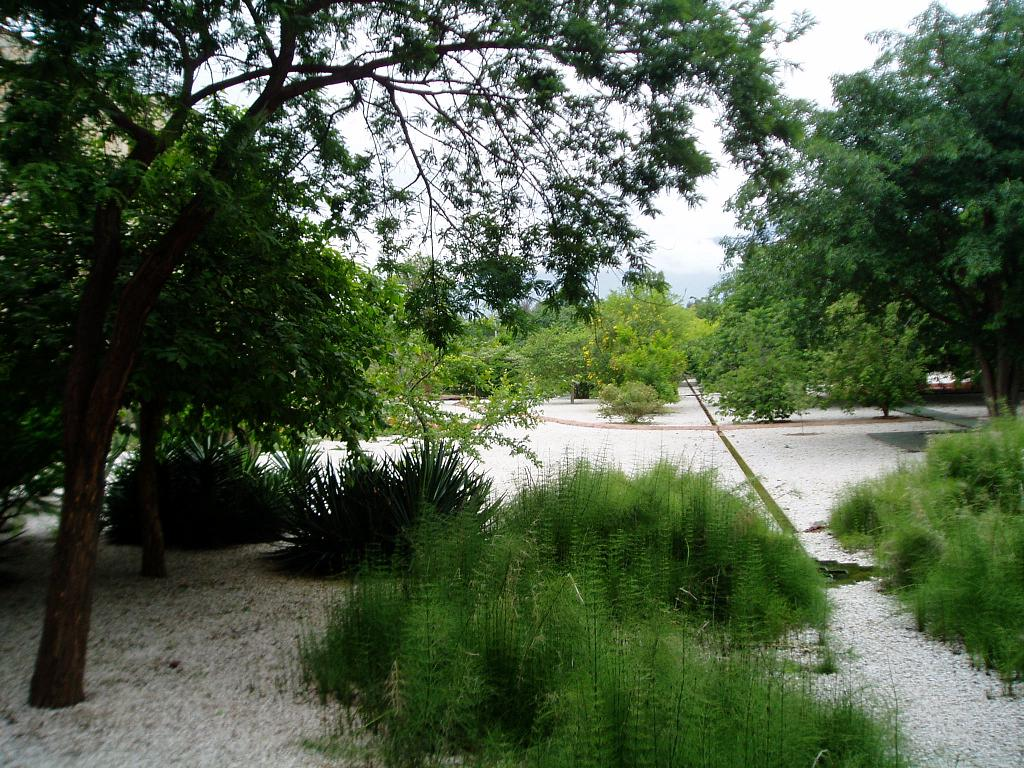
Blick von der Südseite in den Garten

Der Jardín Etnobotánico de Oaxaca (Ethnobotanischer Garten) liegt hinter dem ehemaligen Kloster Santo Domingo de Guzmán in historischem Zentrum von Oaxaca-Stadt in Mexiko, das seit 1987 zum UNESCO-Welterbe gehört. Die Pflanzen wurden seit Juli 1998 gepflanzt.

## Gestaltung
Der Garten zeigt hunderte von Pflanzenarten, sie alle sind im Bundesstaat Oaxaca zu finden. Die Pflanzen kommen von verschiedenen Regionen des Staates, sowohl von trockenen als auch aus feuchten Klimazonen, von der tropischen niedrigen Küstenregion und den bergigen, gemäßigten und kalten Gebieten. Der Garten stellt so die große Vielfalt von klimatischen und geologischen Bedingungen und Typen der Vegetation vor, die Oaxaca charakterisieren.

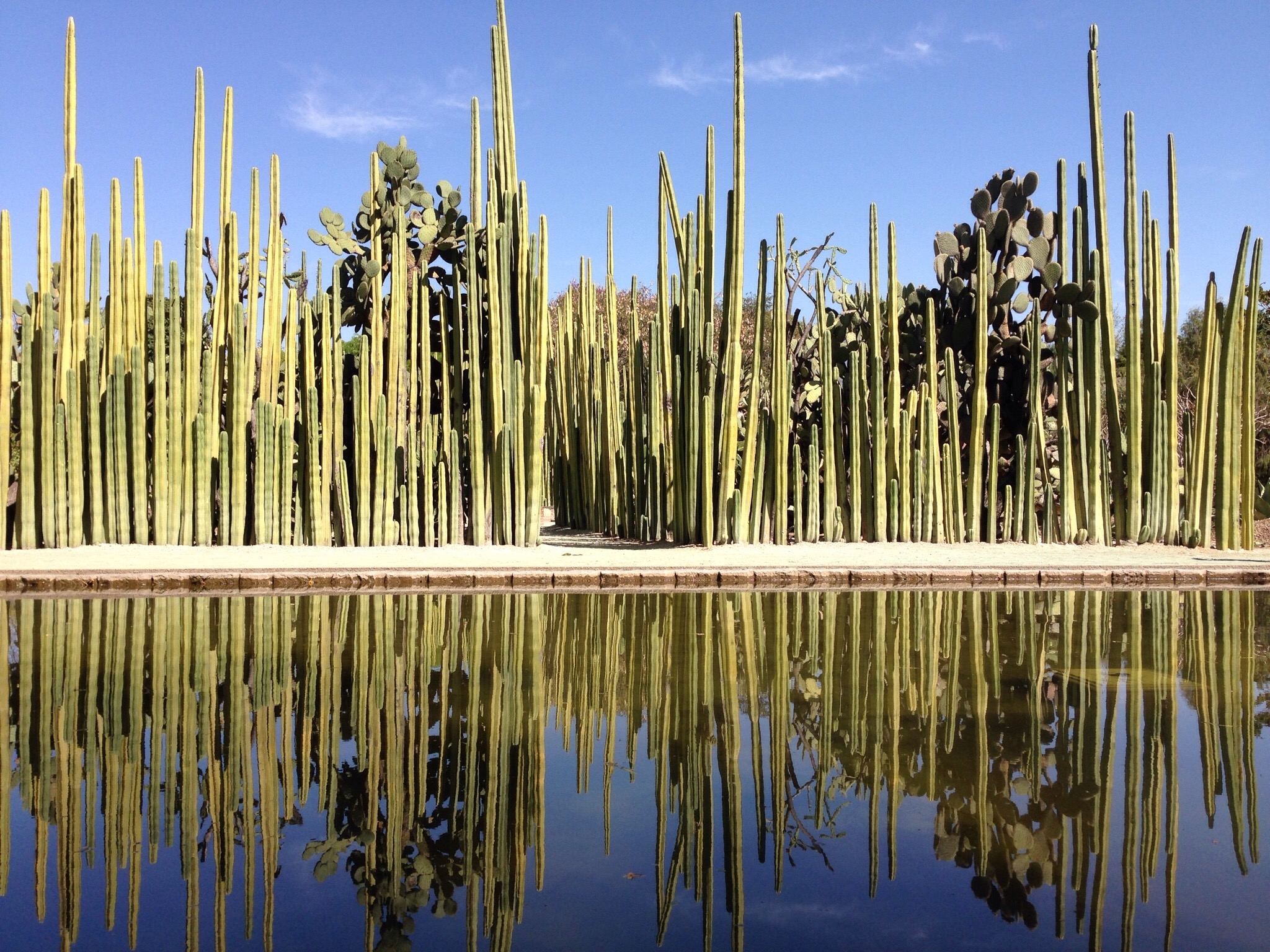
Jardín Etnobotánico de Oaxaca

Dieser botanische Garten will aber vor allem die lebendigen Beziehungen zwischen der Vegetation und den Kulturen des Staates zeigen. Oaxaca ist der Staat, in dem mehr Volksgruppen leben und mehr einheimische Sprachen gesprochen werden als in jedem anderen mexikanischen Staat. Viele der einheimischen Pflanzen haben den Bewohnern Oaxacas ästhetische und intellektuelle Anregung in ihrer zwölftausendjährigen Kulturgeschichte gegeben. Abgesehen davon dienen sie auch heute noch als Nahrung, Brennholz, Kleiderfaser, Medizin, Gewürz oder Farbstoff.
Neben dem Sammeln, Pflegen und Schützen der Pflanzen leistet der Garten auch Aufbewahrungs-, Erziehungs- und Forschungsarbeit. Es gibt eine Samenbank, ein Herbarium und eine spezialisierte Bibliothek, wo das Publikum Information über die Pflanzenwelt, Vegetation, Ökologie, Geschichte und Ethnobiologie einsehen kann. Die Formen, Farben und Texturen der Pflanzen, die im Garten wachsen, stehen in harmonischem Einklang zur Architektur des von mit grünem Steinen gebauten Klosters Santo Domingo. Das Wasser, das entlang eines Kanals fließt, führt die Besucher durch den ganzen Garten.

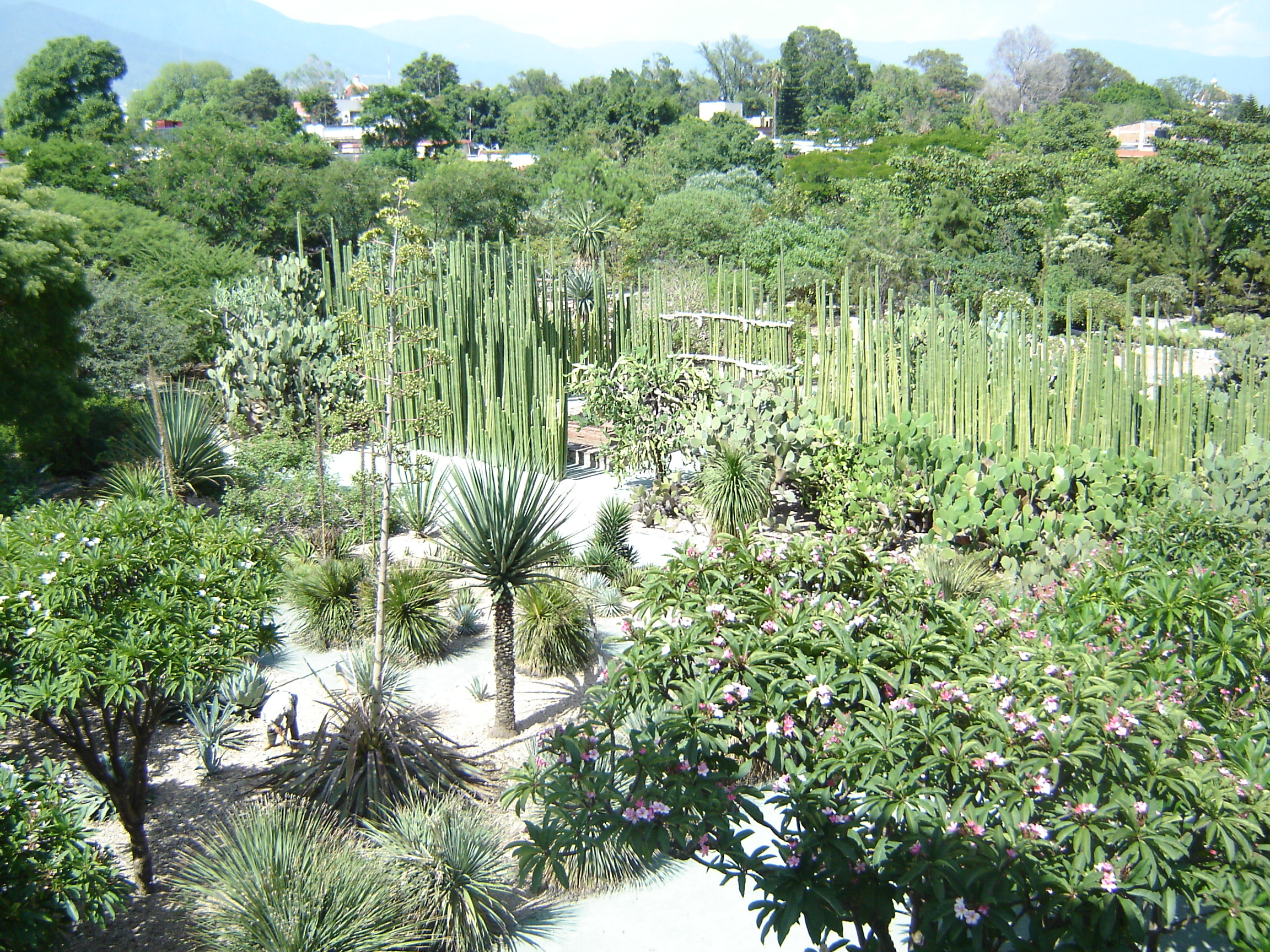
Mit Kunst verbundene Pflanzen von Oaxaca

## Aufteilung

Karte des Gartens und des Museumsgebäudes

Der Garten ist in folgende thematische Gebiete unterteilt:
- Gebüsche und Niederwald
- Tropische trockene Wälder
- Tropische feuchte Wälder
- Bergwälder
- Obst- und Gemüsegärten, sowie Parks
- Wälder des Tales von Oaxaca
- Mit Kunst verbundene Pflanzen von Oaxaca
- Kulturpflanzen
- Medizinische Pflanzen

Ein Abschnitt des Gartens ist außerdem speziell den Arten gewidmet, die in Guilá Naquitz, einer Höhle bei Mitla, wachsen. Dort haben Archäologen tausende Jahre alte Reste von Gebrauchspflanzen gefunden. Unter diesen waren kultivierte Kürbissamen, die auf frühzeitige Landwirtschaft hindeuten. In derselben Höhle wurden die ältesten bis heute gefundenen Reste von Mais (etwa siebentausend Jahre alt) sichergestellt.

## Geschichte
Das Kloster Santo Domingo wurde im 16. und 17. Jahrhundert für Dominikaner-Mönche gebaut. Die Mönche nutzten den Garten Berichten zufolge als Obst- und Gemüseanbaufläche für das Kloster.
Von der Mitte des 19. Jahrhunderts bis 1994 diente der Garten als Kaserne für in Oaxaca stationierte Soldaten und war von Schlafzimmern, Parks, sportlichen Spielplätzen und anderen militärischen Anlagen gekennzeichnet.

## Institutionelle Struktur
Der Garten entstand auf Initiative des Künstlers Francisco Toledo und der zivilen Vereinigung PRO-OAX (Patronat für die Verteidigung und Aufbewahrung des kulturellen und Natürlichen Erbes von Oaxaca, A.C). 1994 wurde der botanische Garten unter Beteiligung der Regierung des Staates, der Banamex (Nationalbank von Mexiko) und der PRO-OAX gegründet. Das Institut hat zusätzliche Hilfe des bundesstaatlichen Ministeriums für Kultur und Künste sowie des Nationalen Instituts für Anthropologie und Geschichte erhalten.

## Daten
- Gesamtfläche des Gartens: 2,32 Hektar
- Zurzeit bepflanztes Gebiet: 2,10 Hektar
- Anzahl zurzeit gepflanzter Arten: mehr als 1.400
- Gemeinschaften und Kulturgruppen, die an der Anpassung des Gartens mitgearbeitet haben: mehr als 100